# سیارک ۱۷۹۷۱
سیارک ۱۷۹۷۱ (به انگلیسی: 17971 Samuelhowell، نامگذاری:1999JZ50) هفده هزار و نهصد و هفتاد و یکمین سیارک کشف شده‌است که در ۱۰ مه ۱۹۹۹ کشف شد.
قدر مطلق سیارک برابر ۱۴.۸ است.